# Erich Schröder (Polizeibeamter)

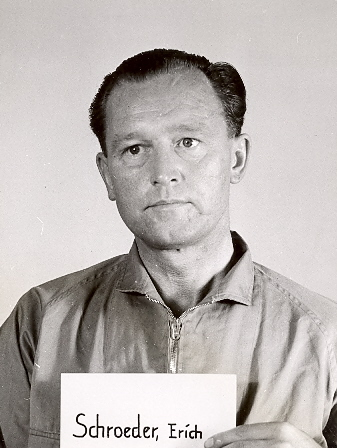
Erich Schröder als Zeuge bei den Nürnberger Prozessen

Erich Schröder (* 12. März 1903 in Gelsenkirchen; † 7. Juni 1989 in Felde) war ein deutscher Polizeibeamter.

## Leben und Wirken
Nach dem Schulbesuch studierte Schröder an der Bergakademie Clausthal und die letzten Semester an der Technischen Hochschule Berlin, die er 1928 als diplomierter Bergingenieur verließ. Seit 1922 gehörte er der Burschenschaft Allemannia Clausthal (seit 1929 Marburger Burschenschaft Hercynia) an. Während seiner Studienzeit hatte er sich der verdeckt organisierten Schwarzen Reichswehr angeschlossen. Nach dem Studium erhielt er eine Anstellung als Bergingenieur in einer Zeche in Bochum. Wegen der Krisenprozesse Ende der 1920er Jahre wurde seine Tätigkeit liquidiert und er musste als Steiger im Bergbau arbeiten.
Da Schröder in seinem erlernten Beruf keine Stellung fand, bewarb er sich 1929 bei der Kriminalpolizei. Im Sommer 1934 wechselte Schröder von der politischen Polizei zur Geheimen Staatspolizei in Altona und wurde 1933 Mitglied in der NSDAP (Mitgliedsnummer 2.731.701) und Mitglied der SS zum 1. Mai 1933. Im Hauptamt Sicherheitspolizei war er spätestens seit 1936 als Kriminalkommissar im Referat 2 A unter Reinhold Heller tätig. Um 1938 übernahm er als Kriminalrat die Leitung des Sachgebiet II A 3 („Beobachtung der Sowjetrussen und Behandlung der staatfeindlichen Ausländer“), in dem er als Kommunismusexperte für die Beobachtung sowjetischer Staatsbürger in Deutschland sowie für russische und jugoslawische Emigranten zuständig war.
Nach der Gründung des Reichssicherheitshauptamtes übernahm Schröder als Kriminalrat (später Kriminaldirektor) dort das Referat IV D 3 („Vertrauensstellen, Staatsfeindliche Ausländer“), das er bis zum Sommer 1941 führte. Zu diesem Zeitpunkt wurde er von Kurt Geißler (1902–1963) abgelöst und als Polizei-Verbindungsführer in Portugal an die deutsche Gesandtschaft in Lissabon versetzt, wo er die Aufgaben eines SD-Offiziers wahrnahm. Da es zwischen Deutschland und Portugal keinen entsprechenden Polizeivertrag gab, anders als beim deutschen Polizeiattaché in Madrid, Paul Winzer, führte er die Amtsbezeichnung eines Polizeiverbindungsführers. Die Aufgaben selbst jedoch unterschieden sich nur durch regionale Bedingungen. Er war praktisch hauptsächlich mit der Leitung des SS-Nachrichtendienstes in Portugal betraut. In der SS (Mitgliedsnummer 80.114) erreichte Schröder 1941 den Rang eines SS-Sturmbannführers. Im Januar 1945 wurde er zum Regierungsrat ernannt.
Am 11. Juni 1945 wurde Schröder auf Grund eines generellen Befehls der Alliierten von der portugiesischen Polizei festgenommen und im Übergangslager „Vicela“ interniert.  Hier wurde er bereits auf Grund seines vorherigen Amts mehrfach befragt. Da seine Bereitschaft zur Überführung nach Deutschland vorlag, erfolgte sein Rücktransport aus Portugal im November 1945. In Stuttgart wurde er dann in alliierte Kriegsgefangenschaft genommen und auf der Festung Hohenasperg interniert. In der Folgezeit wurde er im Rahmen der Nürnberger Prozesse als Zeuge vernommen. Aus der Internierungshaft erfolgte Anfang 1948 seine Entlassung. Kurze Zeit später siedelte er mit der Begründung einer Familienzusammenführung nach Argentinien um. Hier erhielt er im Bergbau eine Beschäftigung und holte daraufhin seine Familie von Portugal nach Argentinien nach.
Mit seiner Rückkehr aus Argentinien 1955 wurde er Mitglied der Burschenschaft Schlägel und Eisen Clausthal.

## Beförderungen
- 20. April 1938: SS-Untersturmführer
- 20. April 1939: SS-Obersturmführer
- 1. Juli 1941: SS-Sturmbannführer